# Kick Buttowski
Kick Buttowski: Förortsvåghals (engelska: Kick Buttowski: Suburban Daredevil) är en amerikansk animerad TV-serie skapad av Sandro Corsaro. Kick Buttowski hade premiär i februari 2010 och handlar om den unge pojken Clarence "Kick" Buttowski som strävar efter att bli världens främsta våghals.
Avsnitten har visats på bland annat Disney Channel och har dubbats till flera olika språk, inklusive svenska.

## Karaktärer
- Clarence Francis "Kick" Buttowski, är seriens huvudperson.[9] Han är 10 år gammal och lever varje dag som om allt vore hans egen "actionfilm". Hans bästa kompis heter Gunther. På svenska görs hans röst av Anton Raeder.
- Gunther Magnuson, är Kick Buttowskis bästa vän. Han är 11 år gammal och ganska knubbig. Hans föräldrar kommer ursprungligen från Norge. På svenska görs hans röst av Jakob Stadell.
- Bradley "Brad" Buttowski, är Kick Buttowskis storebror. Han är 16 år gammal och retar ofta Kick. På svenska görs hans röst av Nick Atkinson
- Brianna Buttowski, är Kicks bortskämda lillasyster. Hon är runt 6 år gammal och får alltid allt vad hon pekar på.
- Horace, är en av Brad Buttowskis vänner. Han har grönt hår och precis som Brad brukar han reta Kick.
- Bjørgen, är en norsk viking och är släkt med Gunther.

## Svensk version
- Studio: SDI Media Sweden
- Regissör: Peter Sjöquist
- Översättare: Joakim Jennefors
- Tekniker: Flemming Holm
- Mixing: Magnus Veigas
- Creative director: Michael Rudolph
- Publicerat: 2010 - 2012

| Karaktär           | Röstskådespelare                                                         |
| ------------------ | ------------------------------------------------------------------------ |
| Kick Buttowski     | Anton Raeder                                                             |
| Gunther Magnuson   | Jakob Stadell                                                            |
| Brianna Buttowski  | Matilda Smedius                                                          |
| Brad Buttowski     | Christian Hedlund                                                        |
| Wade               | Nick Atkinson                                                            |
| Kendall Perkins    | Lena Ericsson                                                            |
| Jackie Wackerman   | Jennie Silfverhjelm (first voice) Mikaela Ardai Jennefors (second voice) |
| Billy Stockings    | Adam Fietz                                                               |
| Penelope Patterson | Josefine Götestam                                                        |
| Honey Buttowski    | Louise Raeder (säsong 1) Annica Smedius (säsong 2)                       |
| Harold Buttowski   | Joakim Jennefors Per Sandborgh (några avsnitt)                           |
| Magnus Manguson    | Magnus Roosmann                                                          |
| Helga Magnuson     | Christine Meltzer-Lind                                                   |
| Lane Vickle        | Claes Ljungmark                                                          |
| Grandpa Buttowski  | Per Sandborgh                                                            |
| Grandpa Rosie      | Sharon Dyall                                                             |
| Gordan             | Bjorn Bengtsson                                                          |
| Ronaldo            | Adrian Macéus                                                            |

## Avsnitt
- Säsong 1, var klar år 2010 och innehåller cirka 20 olika avsnitt.
- Säsong 2, innehåller 26 olika avsnitt.
- Säsong 3, innehåller 26 olika avsnitt. Säsong 3 år 2012 alla har dock inte hunnit sändas ännu.[Uppdatering behövs]